# Stotel
Stotel ist eine Ortschaft in der Einheitsgemeinde Loxstedt im niedersächsischen Landkreis Cuxhaven.

## Geografie

### Lage
Stotel liegt wenige Kilometer südlich der Stadtgrenze zu Bremerhaven. Das an der Lune gelegene Dorf befindet sich auf einem Geestrücken. Während die nördliche und westliche Umgebung überwiegend Marschland ist, schließt sich im Süden das Naturschutzgebiet Stoteler Moor an. In Stotel gibt es außerdem den 12,7 Hektar großen Wald Fredeholz und den zum Baden, Angeln und Windsurfen genutzten Stoteler See. Dieser ist schätzungsweise 30 Hektar groß. Das überschüssige Wasser des Stoteler Sees, das durch Niederschlag entsteht, wird über den Hahnenknoop-Hetthorner Moorkanal in einen Altarm der Lune geleitet. Ungefähr fünf Kilometer westlich fließt zudem die Weser auf ihrem Weg zur Wesermündung bei Bremerhaven.

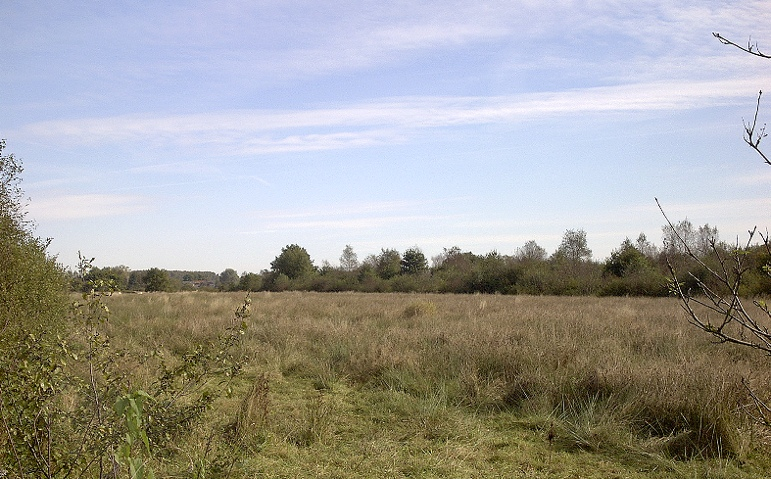
Stoteler Moor
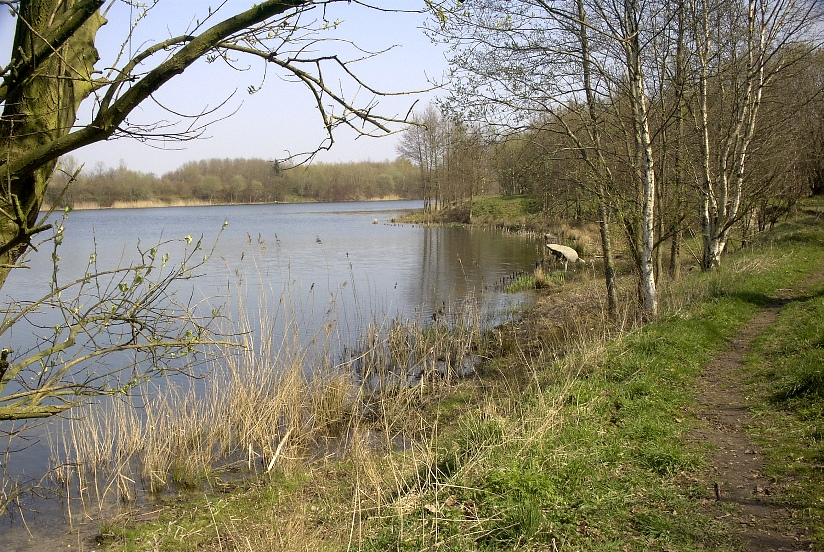
Stoteler See

### Ortsgliederung
- Hohes Feld
- Karfacker
- Langendammsmoor
- Sandberg am Stoteler Moor
- Sandkuhle
- Stotel (altes Dorf)

### Nachbarorte
| Fleeste              |                                             | Nesse       |
| Gemarkung Landwürden | Kompassrose, die auf Nachbargemeinden zeigt | Hetthorn    |
| Holte                |                                             | Hahnenknoop |

## Geschichte

### Ortsgeschichte
Siedlungsspuren lassen sich bis in die römische Kaiserzeit um Christi Geburt zurückverfolgen. Die Ortschaft wurde ursprünglich als Haufendorf angelegt. Die erste Erwähnung erfolgt in einer Urkunde des Bremer Erzbischofs Friedrich unter dem Namen Statle. Als Datierung wird 1105 angenommen, aber auch diskutiert, ob die Urkunde nicht einige Jahre später anzusetzen sei. Spätere Belege kennen die Namensformen Stotlo, Stotle und Stotele. Um das Jahr 1500 gibt es schließlich die Bezeichnung Stotell. Der Ortsname lässt sich unterschiedlich deuten. Es kann die Lage am Ufer der Lune gemeint sein oder die Lage am wüsten und festen Land.
Es gab in Stotel vermutlich seit dem 12. Jahrhundert eine Burg sowie mehrere Edelherren und später auch Grafen von Stotel. Nachdem das Geschlecht mit dem Tod von Graf Rudolf III. (auch Roland) im Jahre 1350 ausgestorben war, wurde die Grafschaft Stotel von seiner Witwe an das Bremer Domkapitel verkauft. In der Nähe der „Grafenburg“ wurde 2006 eine weitere Burgruine entdeckt.

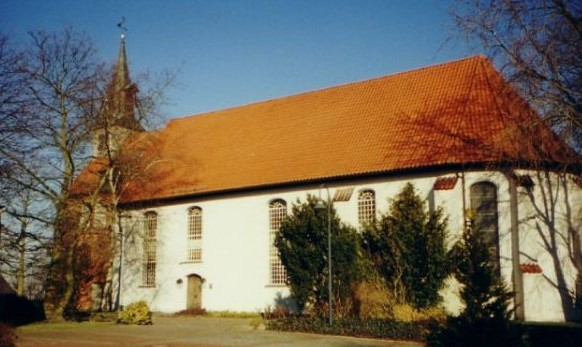
Ev. Kirche St. Margarethen

Im Kirchspiel Stotel waren Hetthorn, Holte, Fleeste und Lanhausen sowie später auch Speckje eingepfarrt. Das Kirchspiel gehörte 1752 zum Amt Stotel, welches auch das Dorf Nesse umfasste. Aus den Ämtern Stotel und Vieland erfolgte im Jahre 1779 die Bildung des Amtes Stotel-Vieland, aus dem wiederum 1827 Geestendorf ausgegliedert wurde. Von 1810 bis 1813 war Stotel eine Commune nach französischem Recht, zu der auch Hetthorn, Lanhausen, Nesse und Welle zählten. Stotel gehörte somit ebenso wie die Kommunen Bexhövede, Bremerlehe, Dedesdorf und Wulsdorf zum Canton Bremerlehe (Arrondissement Bremerlehe) im Département des Bouches du Weser (Département der Wesermündungen). Das vorherige Verwaltungssystem mit den hannöverschen Ämtern wurde nach dem Sieg über Napoléon Bonaparte wiederhergestellt. Mit Ausnahme von Holte wurde das Amt Stotel-Vieland schließlich 1831 in das Amt Lehe eingegliedert. Von 1840 an trug Stotel die Bezeichnung Landgemeinde und ist seit 1876 auch eine Gemarkung nach preußischem Recht. Das Dorf gehörte seit 1885 zum Kreis Geestemünde und war nach dessen Auflösung im Jahre 1932 Teil des Landkreises Wesermünde. Im Zuge der Vorbereitung der niedersächsischen Gemeindegebietsreform wurden 1968 Hahnenknoop, Hetthorn, Langendammsmoor, Schwegen sowie die Gebiete Neuenlandermoor (Gemeinde Neuenlande) und Bramstedterweiden nach Stotel eingemeindet. Mit dem Gesetz zur Neugliederung der Gemeinden im Raum Osterholz/Wesermünde wurde die Ortschaft mit Wirkung vom 1. März 1974 in die vergrößerte Einheitsgemeinde Loxstedt eingegliedert und ist dort hinsichtlich der Einwohnerzahl der zweitgrößte Ort. Der teilweise zur Gemarkung Stotel gehörende Ortsteil Speckje gehört heute zur Ortschaft Holte, Neuenlandermoor dagegen zu Schwegen.

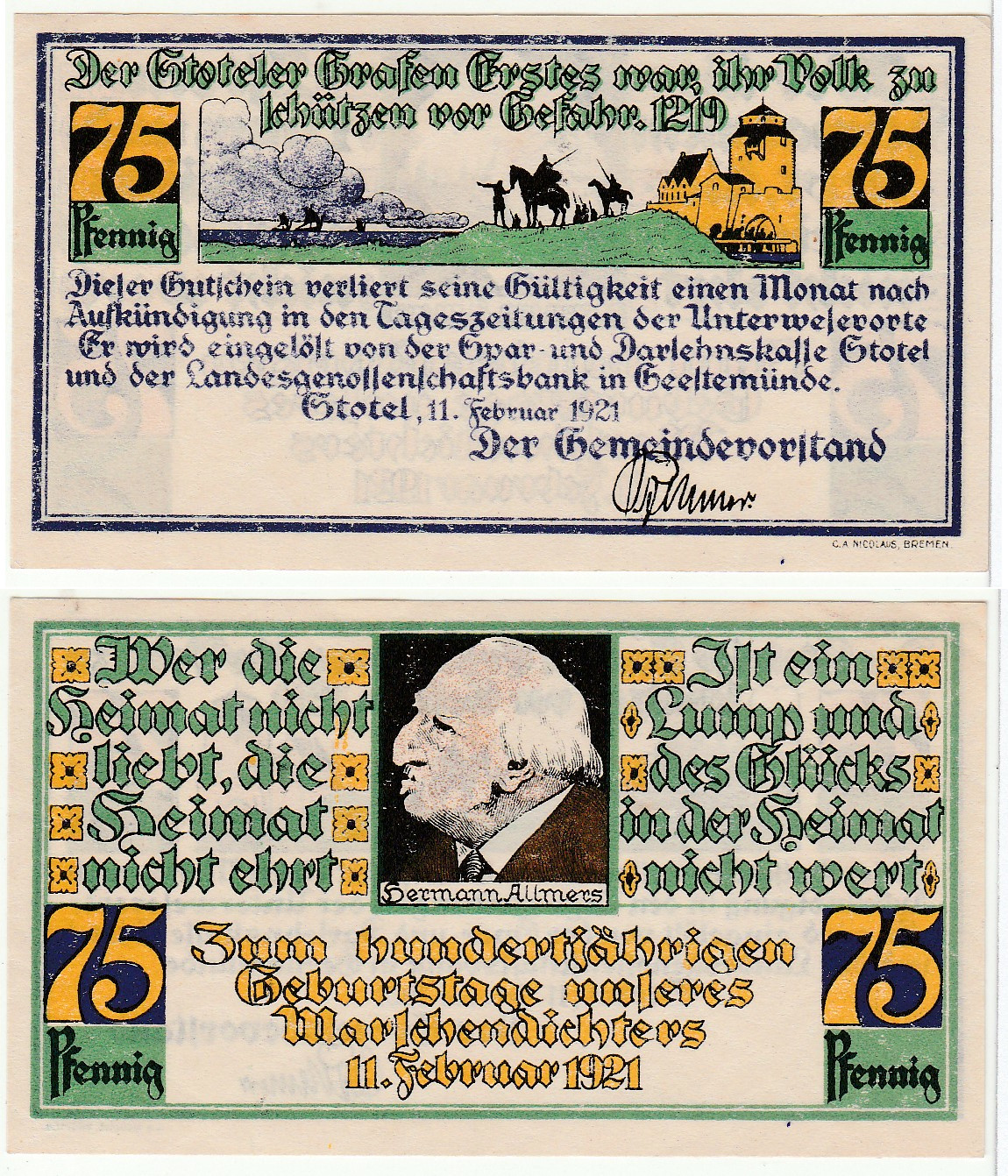
Hermann Allmers, zum 100. Geburtstag

Nach der Eingemeindung, die unter starken Stoteler Protesten wegen der mangelnden historischen Beziehung zu Loxstedt dennoch durchgezogen wurde, verfügte die Ortschaft noch über einen Ortsrat, an dessen Spitze der Ortsbürgermeister stand. Seit 1981 vertritt ein Ortsvorsteher die Belange der Bürger und führt auch Leistungen für die Gemeindeverwaltung aus.
Von kulturellem Interesse sind die auf Initiative des Marschendichters Hermann Allmers im Grafenhof gemalten Fresken von Hugo Ungewitter von 1897. Seit dem Abriss der ehemaligen Gaststätte sind diese woanders ausgestellt. Zum 100. Geburtstag von Allmers am 11. Februar 1921 ließ der Gemeindevorstand und die Spar- und Darlehnskasse zudem eigenes Notgeld zu 25, 50 und 75 Pfennig herausgeben. Diese waren mit Gedichten des Heimatdichters bedruckt.
In den letzten Jahren wurde das Alte Dorf mit seinen vielen reetgedeckten Häusern einschließlich der Straßen saniert. Dort befindet sich auch die vermutlich unter Graf Rudolph I. erbaute Kirche St. Margarethen.

### Ruine von Stotel

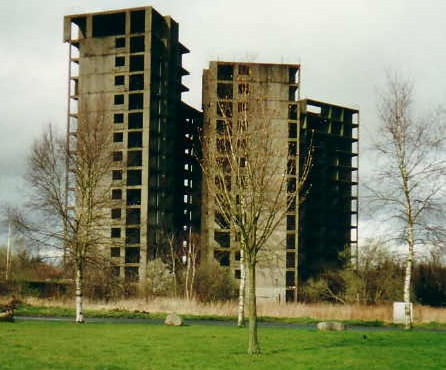
Hochhausruine (bis 2001)

Anfang der 1970er Jahre wurde im Ortsteil Hohes Feld eine Trabantenstadt mit Geschäften, Restaurants und Wohnungen geplant. Davon wurden insbesondere Wohlstand und die kommunale Unabhängigkeit bei der bevorstehenden Gemeindegebietsreform erwartet. Nachdem die ursprüngliche Planung mit 23 dreigeschossigen Wohnhäusern und drei achtgeschossigen Hochhäusern verworfen worden war, sollten 16 viergeschossige und drei Hochhäuser mit bis zu 15 Stockwerken entstehen. Da die Finanzierung nicht gesichert war, kam es zum Konkurs des Bauunternehmers. Folglich wurde keine Wohnung fertig und das Hohe Feld ließ sich mit einer Geistersiedlung vergleichen. Während 15 viergeschossige Wohnhäuser in den 1970ern ausgebaut wurden, blieb das 15-geschossige, 45 Meter hohe X-Hochhaus im Rohbau stehen und war Objekt von Eigentümerwechseln und Gerichtsstreitigkeiten. Diese Hochhaus-Ruine, die in einigen Fernsehfilmen als Drehort zum Einsatz kam und ein weithin sichtbares Wahrzeichen des Ortes war, musste nach der Änderung des Bebauungsplans abgerissen werden. Da der Besitzer der erteilten Abrissverfügung nicht nachkam, ließ der Landkreis das Gebäude nach einer Ausschreibung Ende 2001 abtragen. Die beiden anderen geplanten Hochhäuser waren südlich und nördlich der Lerchenstraße vorgesehen, jedoch wurde nur ein Kellergeschoss fertiggestellt. Nach dem Abriss befinden sich dort Einfamilienhäuser beziehungsweise ein Fußball- und Basketball-Spielplatz.

### Einwohnerentwicklung
| Jahr | Einwohner | Quelle      |
| ---- | --------- | ----------- |
| 1910 | 1054 1    | [ 5 ]       |
| 1925 | 0933 2    | [ 6 ]       |
| 1933 | 1022 3    | [ 6 ]       |
| 1939 | 1022 4    | [ 6 ]       |
| 1950 | 1758 5    | [ 7 ] [ 8 ] |

| Jahr | Einwohner | Quelle      |
| ---- | --------- | ----------- |
| 1956 | 01545 6   | [ 7 ] [ 8 ] |
| 1973 | 2170      | [ 1 ]       |
| 2010 | 2551      | [ 9 ]       |
| 2015 | 2559      | [ 10 ]      |
| 2019 | 2635      | [ 2 ]       |

1 das 1968 eingemeindete Langendammsmoor (= 128 Einwohner) mit einberechnet

2 das 1968 eingemeindete Langendammsmoor (= 132 Einwohner) mit einberechnet

3 das 1968 eingemeindete Langendammsmoor (= 131 Einwohner) mit einberechnet

4 das 1968 eingemeindete Langendammsmoor (= 115 Einwohner) mit einberechnet

5 das 1968 eingemeindete Langendammsmoor (= 211 Einwohner) mit einberechnet

6 das 1968 eingemeindete Langendammsmoor (= 152 Einwohner) mit einberechnet
|  |

## Politik

### Gemeinderat und Bürgermeister
Auf kommunaler Ebene wird die Ortschaft Stotel vom Loxstedter Gemeinderat vertreten.

### Ortsvorsteher
Der Ortsvorsteher von Stotel ist Fritz Grieger (SPD). Die Amtszeit läuft von 2016 bis 2021.

### Wappen
Der Entwurf des Kommunalwappens von Stotel stammt von dem Heraldiker und Wappenmaler Albert de Badrihaye, der zahlreiche Wappen im Landkreis Cuxhaven erschaffen hat.
| Wappen von Stotel | Blasonierung: „In Blau ein silberner Spangenhelm mit rot-goldenen Helmdecken und goldenen Büffelhörnern, durchkreuzt von zwei silbernen Schlüsseln.“                                                                 |
| Wappen von Stotel | Wappenbegründung: Das Wappen ist dem Siegel des ehemaligen Amtes Stotel nachgebildet. Den Spangenhelm mit den Büffelhörnern enthielt das Siegel der Grafen von Stotel, die Schlüssel das der Erzbischöfe von Bremen. |

## Denkmalgeschützte Bauwerke und Anlagen
- Ev. luth. Kirche St. Margarethen von vor 1350, erweitert 1500 und 1745/46 saniert
- Schulgebäude Stotel von um 1890, nach 1966 Kulturzentrum Alte Schule
- Hofanlage Kastanienstraße 2 von 1885 und um 1890
- Wohn- und Wirtschaftsgebäude An der Kirche 1 von 1866
- Wohn- und Wirtschaftsgebäude An der Kirche 9 von 1885
- Wohn- und Wirtschaftsgebäude Työrgenstraße 6 von um 1860
- Stoteler Straße, aus der Zeit der Napoleonischen Kriege stammend, mit Feldsteinen gepflastert
- Jüdische Friedhof südlich des Fredeholzes
- Burg Stotel, Reste einer Burgruine der Grafen von Stotel

## Wirtschaft und Infrastruktur

### Öffentliche Einrichtungen und Unternehmen
Zu dem öffentlichen Einrichtungen zählen der Kindergarten Sternschnuppe und der Integrationskindergarten Waldmäuse, der Nachbarschaftstreff und die Grundschule. Außerdem wird das Gebäude der alten Schule durch die Ortsgemeinschaft genutzt.
Im Ort gibt es zudem verschiedene Vereine, Ärzte und Betriebe. Firmenansiedlungen werden insbesondere durch das neue Gewerbegebiet „Loxpark“ ermöglicht.

### Verkehr
Die 1977 fertiggestellte Autobahn A 27 hat eine Anschlussstelle in Stotel. Von dort führt die Bundesstraße 437 über den Wesertunnel in die Wesermarsch und bis nach Friedeburg im Landkreis Wittmund. Zukünftig soll die geplante Küstenautobahn A 20 in der Nähe von Stotel verlaufen, dazu ist geplant, die B 437 zur Autobahn auszubauen. Während die Hauptvariante die A 27 erst wieder bei Loxstedt verlässt, verlaufen zwei der im Raumordnungsverfahren vorgestellten Nebenvarianten direkt nördlich und südlich von Stotel.
Die Ortschaft verfügte zudem über einen Haltepunkt an der 1911 in Betrieb genommenen und am 26. September 1964 stillgelegten Niederweserbahn. Davor war auch geplant, die Trasse der von der Königlich Hannöverschen Staatseisenbahnen betriebenen Geestebahn auf kürzestem Wege zwischen Bremen und Geestemünde zu verlegen. Somit wäre diese direkt an der (ehemaligen) Bundesstraße 6 und Stotel vorbeigeführt worden. Durch den politischen Einsatz im Raum Osterholz-Scharmbeck und des damaligen Loxstedter Pastors wurde die Bahn jedoch auf Wunsch des Landes Hannover bei Loxstedt gebaut. Der öffentliche Personennahverkehr wird inzwischen ausschließlich mit Bussen und Anrufsammeltaxis (AST) innerhalb des Verkehrsverbundes Bremen-Niedersachsen betrieben. Die AST verkehren an allen Tagen der Woche (auch in den Schulferien).

## Persönlichkeiten

### Söhne und Töchter des Ortes
- Johann Böse (1739–1804), Zuckerfabrikant in Bremen
- Wilhelm Dieckmann (1893–1944), Offizier, Archivar und Widerstandskämpfer gegen den Nationalsozialismus

### Personen, die mit dem Ort in Verbindung stehen
- Johann III. von Oldenburg (1302–1342), Graf von Oldenburg, um 1330 übernahm er vorübergehend die vormundschaftliche Herrschaft in der Grafschaft Stotel
- Detward von der Hude (1345–1430), ab 1375 Bremer Ratsherr, von 1417 bis 1423 Bürgermeister in Bremen, er besaß u. a. Wälder in Stotel
- Hinrich von der Hude (1390–1459), Großkaufmann, aus der Ministerialenfamilie von der Hude, von 1410 bis 1459 im Bremer Rat, er besaß u. a. Wälder in Stotel
- Friedrich von Hessen-Eschwege (1617–1655), Landgraf der Mediat-Landgrafschaft Hessen-Eschwege, erhielt u. a. das Amt Stotel
- Eleonore Katharine von Pfalz-Zweibrücken-Kleeburg (1626–1692), Pfalzgräfin von Zweibrücken-Kleeburg, Landgräfin durch Heirat mit Friedrich von Hessen-Eschwege, erbte u. a. das Amt Stotel
- Johann Balthasar Pott (1693/1694–1751), königlich großbritannischer und kurfürstlich braunschweigisch-lüneburgischer Amtmann in Hagen und Stotel
- Friedrich von Pufendorf († 1852), Verwaltungsjurist, trat in den hannoverschen Verwaltungsdienst ein und wurde 1818 Amtsassessor in Stotel
- Gustav Greiffenhagen (1902–1968), Pastor in Bremen, von 1929 bis 1931 Pastor in Stotel